# Hemsjön (Godegårds socken, Östergötland)
Hemsjön är en sjö i Motala kommun i Östergötland och ingår i Motala ströms huvudavrinningsområde. Sjöns area är 0,053 kvadratkilometer och den är belägen 120,8 meter över havet.